# 胡應文 (嘉靖進士)
胡應文（？—？），字子會，號敬斋，直隸廣平府永年縣人，民籍，明朝政治人物。

## 生平
嘉靖二十五年（1546年）丙午科順天府鄉試第九名舉人。嘉靖三十二年（1553年）中式癸丑科三甲第五十名進士。工部观政，授山西阳曲知县，三十五年六月考选，授南京河南道試御史，不久去世。

## 家族
曾祖胡景山；祖父胡安；父胡瑁，母杜氏。弟胡应荐。